# Teorema de Bombieri-Vinográdov
En matemáticas, el teorema de Bombieri–Vinográdov (a veces llamado simplemente teorema de Bombieri) es un resultado importante en teoría multiplicativa de números, una rama de la teoría analítica de números, obtenido a mediados de los años 1960 y nombrado en honor a Enrico Bombieri y A. I. Vinogradov, quienes publicaron sobre el tema relacionado de la hipótesis de la densidad, en 1965.
Este resultado es una aplicación del método de la gran criba, que se desarrolló rápidamente a principios de los años 1960, desde sus comienzos en el trabajo de Yuri Linnik dos décadas antes. Además de Bombieri, Klaus Roth también estaba trabajando en este campo.

## Enunciado del teorema de Bombieri–Vinogradov
| Sea A un número real positivo arbitrario. Entonces {\displaystyle \sum _{q\leq Q}\max _{1\leq a\leq q \atop (a,q)=1}\left\|\psi (x;q,a)-{x \over \phi (q)}\right\|=O\left(x^{1/2}Q(\log x)^{5}\right),} si {\displaystyle x^{1/2}\log ^{-A}x\leq Q\leq x^{1/2}.} |

Aquí φ(q) es la indicatriz de Euler, que es el número de sumandos para el módulo q, y
{\displaystyle \psi (x;q,a)=\sum _{n\leq x \atop n\equiv a\mod q}\Lambda (n),}
donde {\displaystyle \Lambda } denota la función de von Mangoldt.
Una descripción verbal de este resultado es que trata el término erróneo en el teorema de los números primos sobre las progresiones aritméticas, promediado sobre los módulos q hasta Q. Para cierto rango de Q próximo a √x si se ignoran los factores logarítmicos, el error medio es casi tan pequeño como √x. Este no es un resultado obvio, y sin calcular la media es aproximadamente tan fuerte como la Hipótesis Generalizada de Riemann.